# Conrad Keller (Zoologe)

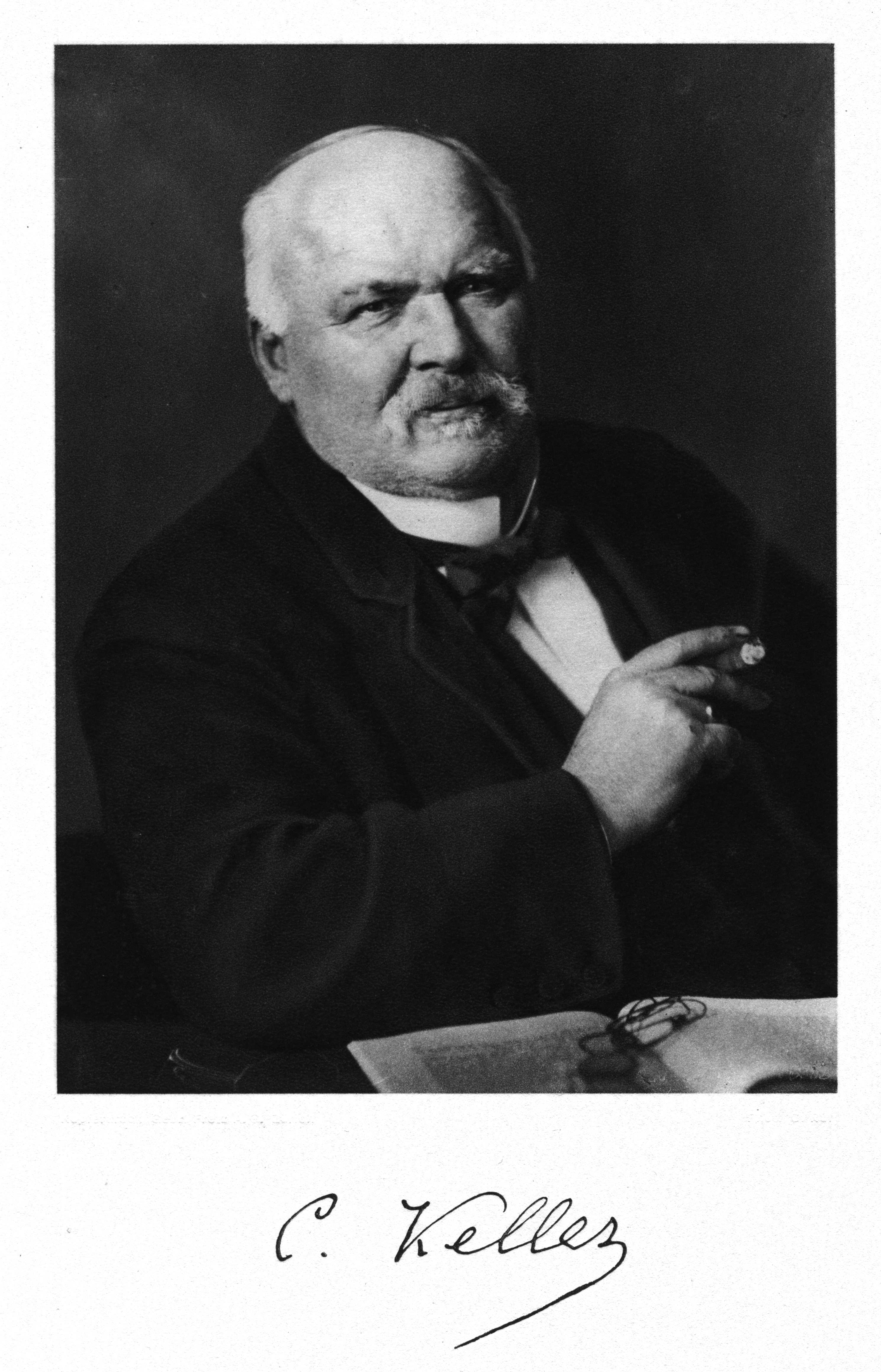
Conrad Keller

Conrad Keller (* 24. Januar 1848 in Felben; † 23. März 1930 in Zürich, reformiert, heimatberechtigt in Felben sowie seit 1905 in Zürich) war ein Schweizer Zoologe.

## Leben
Der Vater von Conrad Keller war der Metzger Jakob Keller, seine Mutter Susanna war eine geborene Wiesmann. Keller absolvierte die Kantonsschule Frauenfeld und nahm ein Studium der Zoologie an den Universitäten Lausanne und Zürich auf. Nach einem Studienaufenthalt im Jahr 1874 bei Ernst Haeckel in Jena, gefolgt von Forschungstätigkeiten an den zoologischen Stationen von Neapel und Triest, schloss er sein Studium mit einer Dissertation über Tintenfische ab.
Anschliessend lehrte Keller zunächst ab 1875 als Privatdozent für Zoologie an der Universität und am Eidgenössischen Polytechnikum Zürich. 1889 wurde er zum Titularprofessor am Polytechnikum ernannt, bevor er dort zwischen 1898 und 1927 den Lehrstuhl für spezielle Zoologie innehatte. Die Universität Zürich verlieh Conrad Keller 1920 in Anerkennung seiner Verdienste die Ehrendoktorwürde.
Conrad Keller unternahm als Haustierforscher Reisen ins Tessin, ins Wallis, in die Kaukasusländer sowie drei mehrmonatige Forschungsexpeditionen durch Kolonien in Afrika, u. a. nach Somaliland und Madagaskar. Die ethnologischen Objekte, die er sich im Zuge seiner Afrikareisen aneignete, gingen in die Sammlung der Geographisch-Ethnographischen Gesellschaft Zürich (GEGZ) über, aus der 1913 das Völkerkundemuseum Zürich hervorging. Er sammelte zudem Präparate afrikanischer Pflanzen, die er dem Herbarium der Universität Zürich übergab. Der Botanikprofessor Hans Schinz bestimmte einige davon als neue Arten (Typus), die er infolgedessen nach Keller benannte. In seinen Memoiren verweist Keller auf die zentrale Rolle dieser Forschungsreisen für seine weitere akademische Laufbahn: “Es wurde mir […] klar, dass ein Biologe, wenn er etwas werden wollte, hinaus in die weite Welt müsse. Im Laboratorium wäre ich zur blossen Nummer geworden.”
Conrad Keller, der unverheiratet blieb, verstarb zwei Monate nach Vollendung seines 82. Lebensjahres in Zürich. Sein Nachlass wird in der ETH-Bibliothek Zürich aufbewahrt.

## Werke (Auswahl)
- Reisebilder aus Ostafrika und Madagaskar. Winter, Leipzig 1887.
- Natur und Volkskunde der Insel Réunion. Vortrag. Schwabe, Basel 1888.
- Alpentiere im Wechsel der Zeit. 1892.
- Die Thierwelt in der Landwirthschaft: Darstellungen aus dem Leben der wirthschaftlich wichtigsten Thiere mit besonderer Berücksichtigung ihrer Beziehungen zu unsern Hausthieren und Culturpflanzen. 1893.
- Das Leben des Meeres. 1895, doi:10.3929/ethz-a-005780481.
- Die ostafrikanischen Inseln. Schall & Grund, Berlin 1898.
- Die Abstammung der ältesten Haustiere. 1902.
- Naturgeschichte der Haustiere. 1905.
- Alfred Ilg: Sein Leben und sein Wirken als schweizerischer Kulturbote in Abessinien. Huber, Frauenfeld 1918.
- Geschichte der schweizerischen Haustierwelt. 1919.
- Lebenserinnerungen eines schweizerischen Naturforschers. 1928.